# حصارجیق
حصارجیق (به ترکی استانبولی: Hisarcık) یک منطقهٔ مسکونی در ترکیه است که در استان کوتاهیه واقع شده‌است.